# Bầu cử gián tiếp
Bầu cử gián tiếp một loại bầu cử mà ở đó cử tri không thực sự chọn các ứng cử viên cho các chức vụ nào đó mà thường bầu ra những người sẽ chọn lựa các ứng cử viên. Cách thức này thường được dùng trong các cuộc bầu cử trong công đoàn và đôi lúc ở các tổ chức khác.
Bầu cử tổng thống Mỹ dùng hình thức bầu cử này. Cử tri Mỹ bầu ra danh sách đại cử tri cho Đại cử tri đoàn, sau đó họ sẽ bầu trực tiếp tổng thống.
Các chức vụ Chủ tịch nước, Thủ tướng của Việt Nam cũng dùng hình thức này. Đầu tiên, cử tri cả nước bầu ra các đại biểu Quốc hội. Sau đó, Quốc hội tự giới thiệu và bầu ra chủ tịch nước đứng đầu đất nước và thủ tướng đứng đầu chính phủ. Tương tự, ở các cấp địa phương, cử tri bầu ra đại biểu Hội đồng Nhân dân các cấp. Sau đó, Hội đồng Nhân dân bầu ra chủ tịch và các phó chủ tịch chính quyền địa phương.